# Блейд (персонаж)
Блейд (англ. Blade) справжнє ім'я Ерік Алекс Брукс (англ. Eric Alex Brooks) — вигаданий персонаж, супергерой, з коміксів американського видавництва Marvel Comics. Був створений Марвом Вульфманом та Джином Колані і вперше з'явився в десятому випуску коміксу The Tomb of Dracula в 1973 році.
Персонаж був зіграний Веслі Снайпсом в однойменній кінотрилогії, і Sticky Fingaz у телесеріалі «Блейд: Вбивця вампірів». Він буде зіграний в Кіновсесвіті Marvel Магершалою Алі.

## Біографія
Ерік Брукс народився в борделі в Сохо, у Великій Британії. Сам Блейд з 11-річного віку вказував, що точна дата його народження — 24 жовтень 1929 року, також знана як чорний четвер, оскільки це був день, коли почався крах фондової біржі. Блейд також вказував, що йому 80 років, але його здатності вампіра дозволяють йому виглядати набагато молодшим. Мати Блейда, Тара Брукс, повія з борделя Мадам Ваніті, побоювалася серйозних ускладнень при пологах і викликала лікаря. Ім'я «лікаря» було Диякон Фрост, в дійсності він був кровожерливим вампіром. Фрост бенкетував над матір'ю Блейда, поки той народжувався на світ, вбиваючи її, і випадково передав невизначені ферменти вампірів через її кров до немовляти.
Це призвело до появи у Блейда надлюдських здібностей, таких як імунітет до перетворення на вампіра, здатність «відчувати запах» надприродних істот, і значно продовжена тривалість життя.
Фроста злякали подруги матері Блейда перш, ніж він міг знищити також і немовля. Вони виховували його, поки йому не виповнилося дев'ять років. Хоча він і не відчував надлюдської фізичної сили, він тренувався, щоб стати атлетом олімпійського рівня і прекрасним бійцем рукопашного бою. Найбільшого успіху він досяг у поводженні зі зброєю, і особливо з ножами та кинджалами.
Йдучи додому зі школи, Блейд побачив, що троє бандитів напали на старого. Блейд відбив його у хуліганів, які, як виявилося, були вампірами, і врятував старого. Врятований старий виявився Джамалом Афарі, джазовим трубачем і мисливцем на вампірів. Афарі переїхав в бордель Мадам Ваніті і навчав молодого Блейда і музиці, і бою. Блейд скоро почав перемогати багатьох із слабких, молодих вампірів, які йому і Афарі траплялися у великій кількості. Однак, перемоги Блейда зробили його надмірно самовпевненим.
Незабаром він приєднався до вуличної банди Криваві тіні, очолюваної набагато старішим і сильнішим вампіром, ніж будь-хто, раніше бачений Блейдом: Ламієй. Блейд ледь переміг Ламію, втративши при цьому свою подругу Глорію. Ця втрата змусила його не тільки стати ворогом немертвих, але і назавжди заприсягтися в цьому. Афар відразу після цього став жертвою нападу вампіра Дракули, перше виникнення у тривалій битві між ним і Блейдом. Блейд убив вампіра Афарі і пішов слідом за Дракулою назад до Європи.
Блейд переслідував Дракулу всюди, в Європі і Малій Азії, потім на Далекому Сході, неодноразово вступаючи з ним у сутичку, але ніяк не міг його знищити. У Китаї Блейд приєднався до мисливців на вампірів Огуні Могутнього, серед яких були Азу, Орджі та Мусенда. Разом вони знову напали на Дракулу.
В чергове Дракула вижив, і викладав Блейду наочний приклад, знищуючи всіх його нових друзів, крім Мусенди (який, в кінцевому рахунку перестав полювати на вампірів). Однак Ордж справив на Блейда враження використанням дерев'яних кинджалів як засобу боротьби з вампірами. Після смерті Ордж, Блейд опанував використанням дерев'яних кинджалів і обрав його як найкращий метод боротьби з вампірами.
Страждаючи від горя, Блейд самостійно відновив свої пошуки. Пройшли ще десятиліття, перш ніж він знову дозволив собі поставити під загрозу інших людей.

### Мисливці на вампірів Квінсі Харкера
Вистежуючи Дракулу в Парижі, Блейд зустрівся з групою мисливців на вампірів, на чолі з Квінсі Харкером (син Джонатана Харкера). Вони і раніше були знайомі, об'єднуючись для різних справ, але тепер Блейд дійсно офіційно приєднується до групи. Після пошуків Дракули в Лондоні, він бився з ним, Морбіусом, та його міньйонами. Повернувшись в Америку, Блейд ще раз приєднується до групи Харкера, але з іншим союзником, Дракулою. Тут вони борються з більш сильним лиходієм, Доктором Сонце. Після битви Дракула втік, але Блейд слідував за ним по п'ятах. Він тоді зіткнувся з Ганнібалом Кінгом, приватним дослідником, який був перетворений на вампіра Дияконом Фростом. Вони спочатку об'єднуються, щоб перемогти двійника Блейда, але коли двійник поглинав реального Блейда, Ганнібал закликав Хеллсторма, щоб вигнати з Блейда дух двійника. В остаточному підсумку, Блейд і Ганнібал знищили Диякона.

### Нічні сталкери
Блейд, Ганнібал і Доктор Стрендж сформували Корпорацію Прикордонних Досліджень — дослідницьке агентство для боротьби з надприродними істотами. Вони боролися проти Дракули і Володарів Темряви, але швидко розпалися, коли Кінг поїхав, а Блейд був поміщений в психіатричну лікарню після сутички з відродженим Дракулою. Доктор Стрендж повторно зібрав Корпорацію Прикордонних Досліджень та перейменовав її на Нічних сталкерів. Вони об'єднуються, щоб перемогти демонів Ліліт та Лілін. Також разом вони боролися з Гідрою. У сторі-арці Midnight Masscre Блейд стає Світчблейдом, служителем Володаря Тьми. Після сутички з Верні, команда остаточно розформували.

### Денний Бродяга
Блейд ще раз бореться з відродженим Дияконом Фростом і Дракулою, але вже за допомогою Ганнібала Кінга. Фрост був знищений. Він також перемагав Морбіуса, який знаходився під управлінням іншого вампіра. Після цього Блейд пішов за ним в Нью-Йорк, де об'єднався з Людиною-павуком. Коли Морбіус вкусив Блейда, його біологія вампіра вступила у взаємодію з природним вампіризмом Морбіуса, що дало Блейду ще більші сили вампіра і усунуло його чутливість до сонячного світла, за що вороги дали йому прізвисько «Денний Бродяга» (англ. Daywalker Тоді ж Блейд вступив у конфронтацію з організацією Щ. И. Т. (англ. S.H.I.E.L.D.), коли ті дослідили його кров, щоб створити вампіра-оперативника. За допомогою інших мисливців на вампірів він зумів зупинити їх. Він об'єднався з іншими мисливцями на вампірів у всьому світі, щоб перешкодити Дракулі стати богом.
Після цього Блейд розшукав відродженого Дракулу в Нью-Йорку, де він продовжив битися з Дракулою і Вампіром — Людиною-павуком. Виючий Коммандос Щ. И. Т. а прибув на місце через годину, щоб конфіскувати тіло. Блейд, однак, відчув що щось не так з військами Щ. И. Т. а. Він пробрався на їх авіаносець, щоб знайти головного інфікованого вампіром. Після цього він продовжив руйнувати авіаносець.
Через тиждень у Медісон-сквер-гардені, Блейд зазнав нападу чотирьох Думботомів, перед якими поставили завдання доставити Блейда в Латверію для зустрічі з Доктором Думом. Блейд переміг Думботів, проте бій спонукав його зробити поїздку самостійно. Блейду повідомили, що він був призначений для того, щоб врятувати матір Доктора Дума з інфікованими вампірами в'язниці. Аби не допустити відповідей на питання, доктор Дум телепортував Блейда на роки в минуле. Поряд із врятуванням матері доктора Дума, він врятував і свого власного батька, Лукаса Кросу, тим самим виконавши першу частину пророцтва. У свою чергу, доктор Дум дав Блейду формулу, яка могла позбавити його від вампірської спраги людської крові; Блейд прийняв цей подарунок, але не використав це.
Блейд тоді став одним з найвідоміших осіб Америки після того, як поліція оцінила знищення вампірів за вбивства, і спробувала взяти під варту. В цей час Блейд зіткнувся з демоном 9-го рівня на ім'я Ворожість. Блейд переміг демона і продовжив утікати від закону.
Блейд використовує ресурси Щ. И. Т. ' а, щоб замовити собі нову руку — руку-зброю, яку він перевірим на англійцеві Юніону Джеку. Після того, як вони вирішили свої суперечності, Блейд повернувся назад до Нью-Йорка, де все почалося. Він опитав і Лукаса Кросу, і Людину-Павука, щоб дізнатися, що його давній наставник, Джамал Афар, живий і здоровий — і бореться на стороні Дракули. Він йде додому, і його вчергове викрав його батько, який прагнув виконати третю і кінцеву частину пророцтва. Блейд, Ганнібал Кінг і Лукас Крос вирушили до Замку Дракули — тепер це пам'ятка — щоб спробувати закінчити пророцтво, яке, як вірить Лукас, дасть йому підтримку душ всіх вампірів. Все, що для цього потрібно — зруйнувати його недавно придбаний амулет і вбити кілок, прибивши їм Дракулу до солоної землі. Блейд відмовляється — і розлючений Ганнібал Кінг нападає на нього. Блейд швидко розкидає Кінга і прихвоснів свого батька — однак, Дракула прибуває на місце разом з Джамалом Афарі, щоб допомогти Лукасу закінчити пророцтво. Дракула руйнує амулет і нападає на Блейда; Афарі порушує управління Дракули і нападає на нього, але його збивають на землю. Під час сутички батько Блейда впускає пляшечку з речовиною, здатною знищити Дракулу. Дракула гине, але вони розуміють, що сила пророцтва не полягає в допомозі вампірських душ — а в відродження кожного вампіра, який коли-небудь помирав. Блейд і Ганнібал вирушають в дорогу, залишаючи поваленого Лукаса Кроса, але перед цим Блейд дає Ганнібалу сироватку доктора Дума, зроблену, щоб зцілити вампіра від його спраги крові.
Пізніше Блейд завербувався в секретну урядову групу супергероїв, відомих як Авангард. Група складалася з Мікромакса, Реткона, Домініка Фортуни і Олени Бєлової. Початковий лідер був убитий, і їм дали завдання знайти вбивцю. Як виявилося, справжнім вбивцею виявився детектив, який призначив розслідування вбивства Стейсі Долан. Однак, нею керував чоловік на ім'я Йозеф. Після того, як він змусив Річ напасти на їх групу, Блейд вистрілив йому в голову, стерши пам'ять Речей і переміщують його звідти.
Виявляється, їх первинний лідер Авангарду, Полковник Америка — найпотужніший телекінетік на планеті, був живий. Уряд хотів розформувати групу, оскільки Мікромакс був схоплений і замучений Аль-Каїдою на місії, і вони тепер знали більше про Авангард, ніж президент. Полковник вирішив знищити групу і сховатися. На жаль, тільки Блейду вдалося вижити.
Після цього Блейд перебрався до Англії, щоб служити в інший секретної організації — MI-13. Після вторгнення Скруллів до Великої Британії, Блейд приєднався до MI-13, щоб допомогти зі сплеском злих сил, що активізувалися після поразки Скруллів. Однак Блейд зазнав невдачі коли він намагався знищити одного з членів групи, напів-вампіра Спітфаєр.

## Сили і здібності
- Блейд показував багато разів, що має імунітет до укусу вампіра і що він вільний від їх спраги. Це відбувається через його здібності, отримані від видозміненого вампіра. Однак були випадки, коли у Блейда, що перебуває в ослабленому стані (зазвичай після бою або втрати крові), тимчасово прокидалися інстинкти вампіра.
- Має велику здатність до відновлення від травм, подібну аналогічним здібностям Росомахи, але на відміну від Росомахи, його організм вампіра знищує і будь-які сторонні речовини, крім випадків отруєння або усипляння.
- Блейд також має дуже велику тривалість життя, яка вказує, що він цілком ймовірно безсмертний. Це відбувається, очевидно, через його прискорену регенерацію.
- Володіє рідкісною здатністю відчувати запах і сенсорно відчувати надприродні створення. Це багато разів допомогло йому ідентифікувати демонів, навіть якщо вони мали тілом людини (коли демон виглядав, як людина, одягнена Санта-Клаусом, Блейд вважав демонічну сутність, що виходила із нього).
- Здатний протистояти ультрафіолетовим променям сонячного світла будь-якого ступеня та інтенсивності. Однак його очі дуже чутливі до променів сонця, тому він використовує захисні темні окуляри. Він може бачити в темряві так само ясно, як і вдень. Його нюх, дотик і слух також посилені у порівнянні з людськими здібностями.
- Блейд сильніше більшості вампірів. Він володіє надлюдською спритністю і стійкістю. Він може стрибати з будівлі на будівлю, або зістрибнути з вершини даху на землю без пошкоджень або втоми. Він також може рухатися набагато швидше, ніж більшість вампірів, і це було дуже помітно в коміксі[5].
- Володіє багатьма видами зброї і бойовими мистецтвами.
- Не може бути відображений на плівці або відбитися в дзеркалі.
- Блейд має здатність викликати вампіризм в тому, кого він вибрав, а також здатний своїм укусом паралізувати жертву.
- Рефлекси Блейда і його почуття настільки вдосконалені, що він реагує перш, ніж його }[мозок]] може фактично проаналізувати ситуацію. Ця характеристика знайдена в людях, але вибірково помічена в строго учнів бойових мистецтв (Блейд принаймні від 25 до 50 років навчався різним бойовим мистецтвам).

## Поза коміксами

### Фільми

#### New Line Cinema
Веслі Снайпс зіграв Блейда у фільмах «Блейд» (1998), " Блейд 2 " (2002) і " Блейд: Трійця " (2004).

#### Кінематографічний Всесвіт Marvel
У кіновсесвіті Marvel роль Блейда виконає Магершала Алі.

### Телесеріали
Блейд у виконанні Sticky Fingaz'а був головним персонажем у серіалі «Блейд» (2006).

### Мультсеріали
- З'являється як другорядний персонаж у кількох серіях мультсеріалу «Людина-павук» .
- Герой четвертого сезону спільного японо-американського аніме-серіалу «Marvel Anime».
- З'явився в двох серіях аніме-серіалу «Месники: Дискові війни».
- З'являвся в мультсеріалі «Досконала Людина-павук». У 21 і 22 серіях 2-го сезону з Людиною-павуком, його командою і завиваючи Коммандос протистояли Дракулу.
- З'являвся в мультсеріалі «Галк і агенти У. Д.А. Р.». У сезоні 2, серії 3.
- Герой однойменного аніме-серіалу «Блейд» 2011 року, в першому сезоні серіалу.

### Відеоігри
- Blade: video game (2000)
- Blade II (2002)
- Marvel Ultimate Alliance (2006)
- Ghost Rider: video game (2007)
- Spider-Man: Friend or Foe (2007)
- Marvel Ultimate Alliance 2 (2009)
- Marvel Super Hero squad online (2011 — на сьогоднішній день)
- Lego Marvel Superheroes (2014 року — на сьогоднішній день)
- Marvel Puzzle Quest (2014 року — на сьогоднішній день)
- Marvel Future Fight (2015 — на сьогоднішній день)
- Marvel Heroes Omega (2015—2018)
- Marvel Contest of Champions (2015 — на сьогоднішній день)[7]
- Marvel's Blade[8]

## Критика та відгуки
У травні 2009 року Блейд зайняв 63-е місце в списку 100 найкращих героїв коміксів за версією IGN .